# Bernard Siegenthaler
Bernard Siegenthaler (ur. w 1877, zm. w sierpniu 1949 w Montagny-la-Ville) – szwajcarski strzelec, medalista olimpijski.
Pochodził z Montagny-la-Ville, związany był także z miastem Payerne.
Siegenthaler wystąpił w trzech konkurencjach podczas Letnich Igrzysk Olimpijskich 1920. Wraz z drużyną zajął trzecie miejsce w karabinie dowolnym w trzech postawach z 300 m (skład drużyny: Gustave Amoudruz, Ulrich Fahrner, Fritz Kuchen, Werner Schneeberger, Bernard Siegenthaler), oraz dziewiątą pozycję w strzelaniu z pistoletu dowolnego z 50 m (skład zespołu: Gustave Amoudruz, Hans Egli, Domenico Giambonini, Bernard Siegenthaler, Fritz Zulauf). Był najsłabszym zawodnikiem szwajcarskim w obu konkurencjach.

## Wyniki

### Igrzyska olimpijskie
| Igrzyska | Konkurencja                                     | Wynik                                         | Miejsce | Źródło |
| -------- | ----------------------------------------------- | --------------------------------------------- | ------- | ------ |
| IO 1920  | Karabin dowolny, trzy postawy, 300 m            | 906 pkt. (306–282–318)                        | ?       | [ 2 ]  |
| IO 1920  | Karabin dowolny, trzy postawy, 300 m, drużynowo | 4698 pkt. (druż.) 906 pkt. ind. (306–282–318) |         | [ 3 ]  |
| IO 1920  | Pistolet dowolny, 50 m, drużynowo               | 2136 pkt. (druż.) 415 pkt. (ind.)             | 9       | [ 4 ]  |